# Tanjung Sengkuang
Tanjung Sengkuang is een bestuurslaag in het regentschap Batam van de provincie Riau-archipel, Indonesië. Tanjung Sengkuang telt 24.288 inwoners (volkstelling 2010).